# Düsum Khyenpa

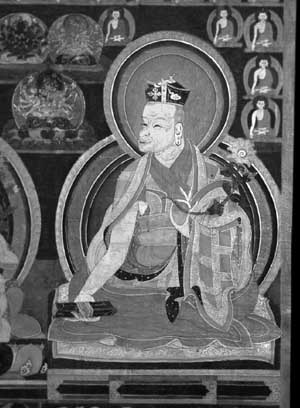
Der 1. Karmapa Düsum Khyenpa

Düsum Khyenpa (gesprochen: [tʰysum cʰeⁿpa]; Tibetisch དུས་གསུམ་མཁྱེན་པ་; Wylie-Transliteration dus gsum mkhyen pa; geb. 1110 in Osttibet; gest. 1193) ist der erste Lama in der Inkarnationsreihe der Karmapas und Begründer des tibetisch-buddhistischen Ordens Karma-Kagyü.

## Leben
Düsum Khyenpa wurde im Alter von 20 Jahren Mönch. Er studierte bei sehr bekannten Meistern seiner Zeit, darunter Chapa Chökyi Sengge (1109–1169), einem Logiker, und Patsab Lotsawa Nyima Drakpa (1055–?), der viele Madhyamaka Texte ins Tibetische übersetzte und ein Meister der Prasangika-Madhyamaka Philosophie war.
Im Alter von 30 Jahren wurde er Schüler Gampopas. Er folgte der Linie der Kadampa und studierte die Sutras, was in der Karma-Kagyü als besonders wichtig angesehen wird. Darüber hinaus erhielt er auch Belehrungen von Rechungpa und anderen Schülern Milarepas.
Im Alter von 55 Jahren (1164) gründete er das Kloster Kampo Nenang (kam po gnas nang) in Kampo (Kham), mit 60 (1169) das Panphuk-Kloster in Lithang (Kham). Mit 76 (1185) gründete er einen wichtigen Sitz der Karma-Kagyü bei Karma Gön. Im Alter von 80 Jahren (1189) seinen Hauptsitz Tsurphu. Er hinterließ seinem Hauptschüler Drogon Rechen (1148–1218) Hinweise anhand deren dieser nach seinem Tod den zweiten Karmapa Karma Pakshi fand. Auch machte er Drogon Rechen zu einem Linienhalter der Karma-Kagyü-Schule. Düsum Khyenpa starb im Alter von 84 Jahren.
Nachfolger waren Drogon Rechen und Pomdrakpa (1170–1249).
Weitere Schüler waren Taklung Tashi Pal, Gründer der Taklung-Kagyü, Tsangpa Gyara, Gründer der Drukpa-Kagyü und Khadampa Deshek, Gründer der Katok Nyingma.